# Live at Glenn Miller Café, Vol. 1
Live at Glenn Miller Café, Vol. 1 ist ein Jazzalbum von Jemeel Moondoc. Die am 15. April 2002 im Glenn Miller Café, Stockholm, entstandenen Aufnahmen erschienen 2003 auf Ayler Records.

## Hintergrund
Diese beiden langen Stücke stammen aus zwei separaten Auftritten des Saxophonisten, die bei dessen Konzerten im Glenn Miller Café in Stockholm mitgeschnitten wurden. Reduziert auf eine Triobesetzung mit Bass und Schlagzeug als Begleitung improvisierte Jemeel Moondoc mit Hamid Drake und William Parker.

## Titelliste
- Jemeel Moondoc: Live at Glenn Miller Café, Vol. 1 (Ayler aylCD-026)

1. Hi-Rise 30:55
2. Blues from My People 29:46

Die Kompositionen stammen von Jemeel Moondoc, William Parker und Hamid Drake.

## Rezeption
Steve Loewy verlieh dem Album in Allmusic vier Sterne und schrieb, die Qualität der Musik bleibe während der vollen Stunde Aufnahmezeit auf einem konstant hohen Niveau. Moondoc sei ein unterschätztes Schwergewicht des Saxophons; er setze seinen eigenen Sound mit einer seufzenden Lyrik ein, die den Hörer in seine Höhle locke. Er bewege sich gut [durch die Auftritte], mit fein ausgearbeiteten Soli. Moondoc beherrsche sein Instrument so vollständig und mit einem so emotional aufgeladenen Ton, dass er bei fast jeder Phrase Respekt einflöße. Für diejenigen, die noch keinen dieser drei Künstler kennengelernt haben, sei dies ein guter Anfang.

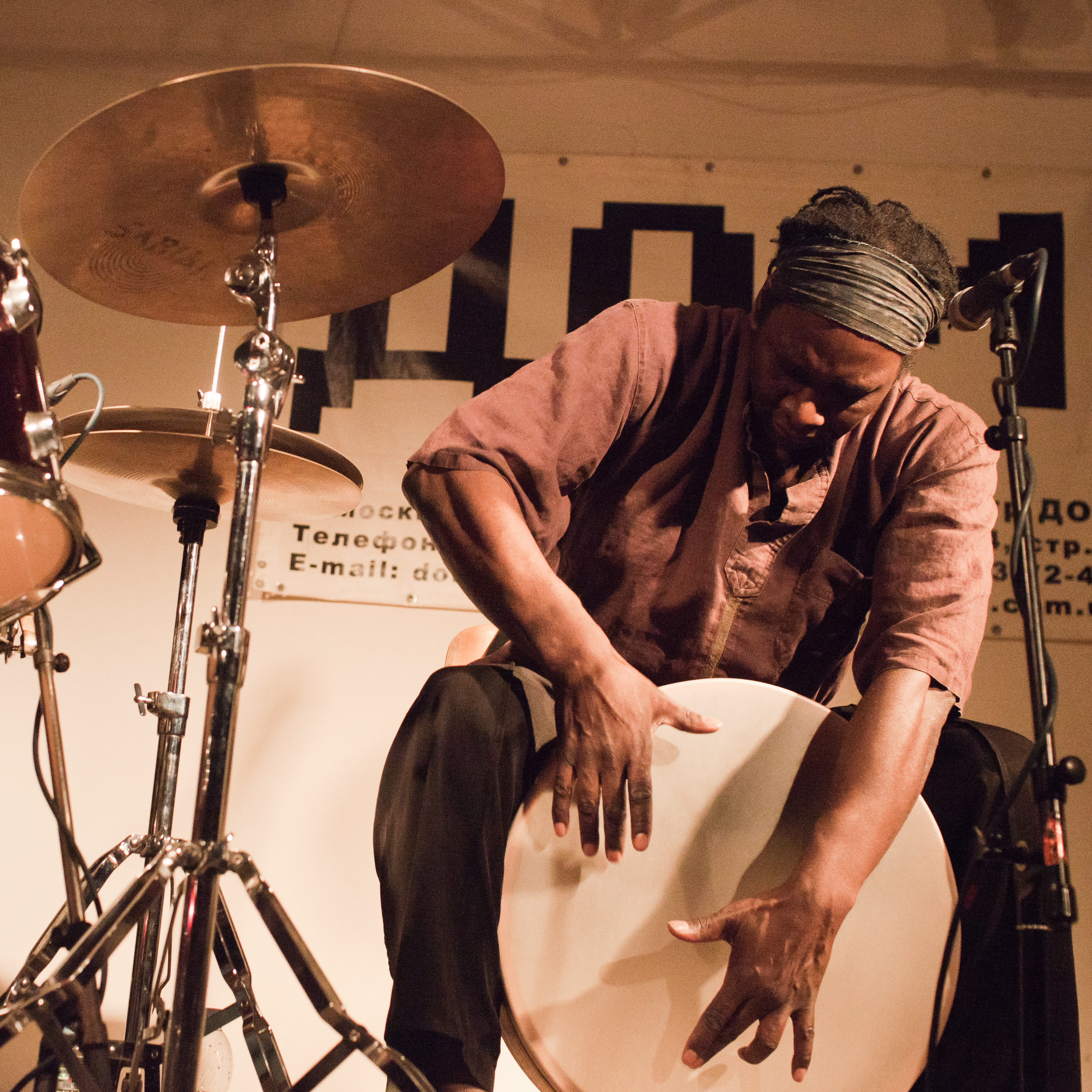
Hamid Drake bei einem Auftritt mit Iva Bittová im Club „Dom“ (Moskau) 2014

Tom Hull merkte an, dass Parker und Drake zunächst etwas gedämpft wirkten, vielleicht sogar müde. Dieser Mitschnitt weise auch einige der üblichen Artefakte von Live-Aufnahmen auf: Geplappere, Geräusche des Publikums, langes Schlagzeug-Solo. Der Hauptunterschied bestehe jedoch darin, dass dies ein Auftritt und das Material von Moondoc sei und er sich an seine Hörer heranschleiche. Parker zitiert in den Liner Notes Moondocs Anmerkungen über alte Rhythmen der Azteken-, Maya- und Inka-Zivilisationen und behauptet, dass es „nur zwei Leute gibt, die diese alte futuristische Musik spielen könnten – Don Cherry war der eine. Jemeel Moondoc ist der andere.“
Nach Ansicht von Richard Cook und Brian Morton, die das Album in The Penguin Guide to Jazz mit dreieinhalb Sternen bewerteten, würde ein außergewöhnliches Verständnis zwischen diesen drei Musikern herrschen, das sich nun in einigen Jahren der Zusammenarbeit aufgebaut habe. Das Album gliedere sich in zwei halbstündige Klangblöcke, mit dem leichten Verdacht, dass diese Improvisationen mit Blick auf die Uhr konstruiert wurden. Zwar seien sie faszinierend, aber ohne viel strukturelle Logik, so dass das Interesse auf der Interaktion liege und nicht auf einem Sinn für zielgerichtete Entwicklung. „Hi-Rise“ sei der bessere der beiden Mitschnitte.